# Bosscha-Observatorium

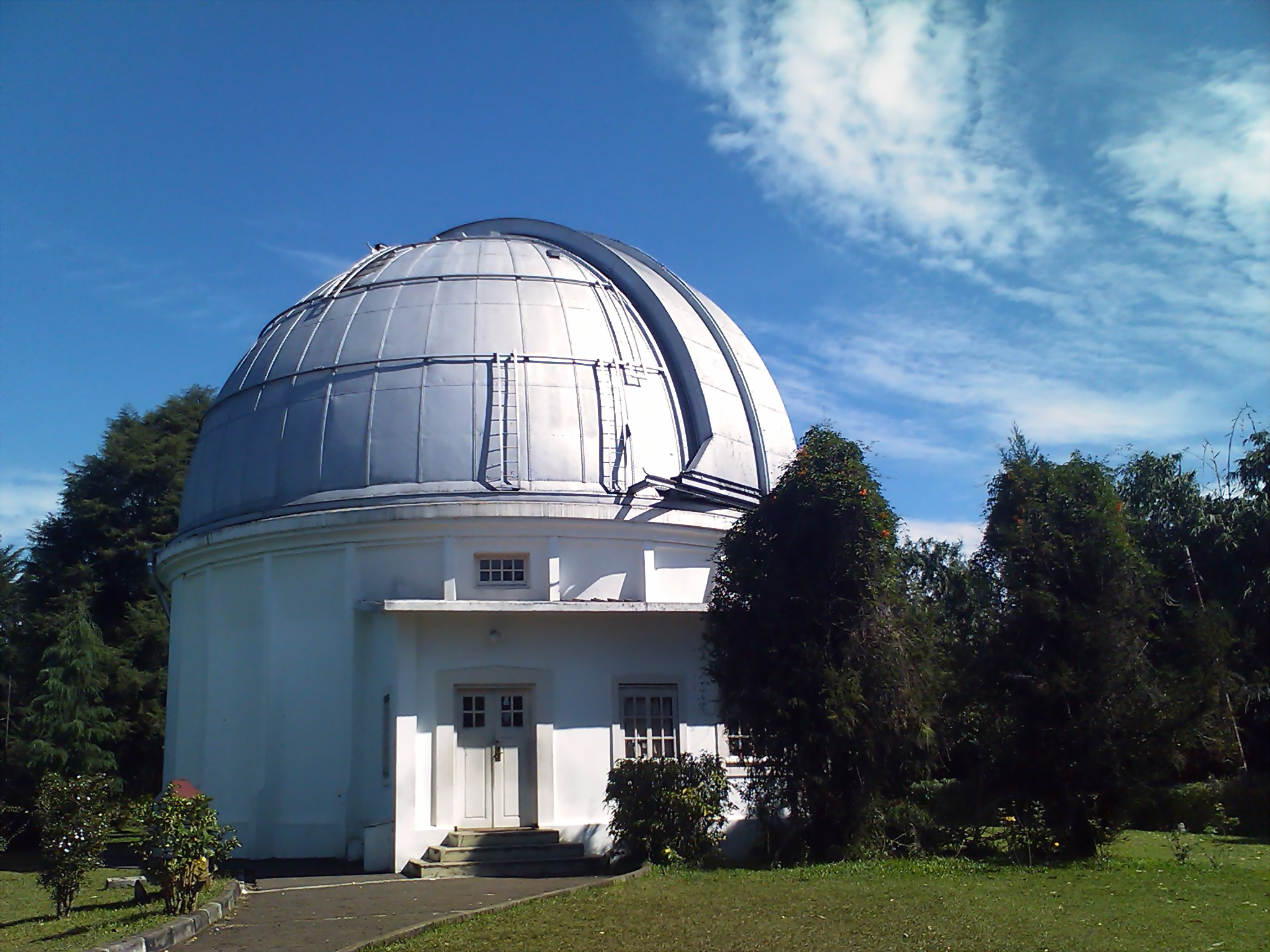
Bosscha-Observatorium

Das Bosscha-Observatorium (Sternwarten-Code 299) ist die älteste Sternwarte in Indonesien. Das Observatorium wurde 1923 gegründet und gehört zum Institut Teknologi Bandung. Es befindet sich auf 1.310 m Höhe in der Stadt Lembang im Westen der Insel Java.

## Teleskope
Das Observatorium verfügt über fünf größere Teleskope.

### Zeiss-Doppelrefraktor
Mit diesem Teleskop werden überwiegend Doppelsterne, insbesondere durch Photometrie an sich überdeckenden Doppelsternen, Mondkrater, die Planeten Mars, Saturn und Jupiter sowie Kometen untersucht bzw. beobachtet. Das Teleskop hat zwei Objektivlinsen mit 60 cm Durchmesser und eine Brennweite von 10,7 Metern.

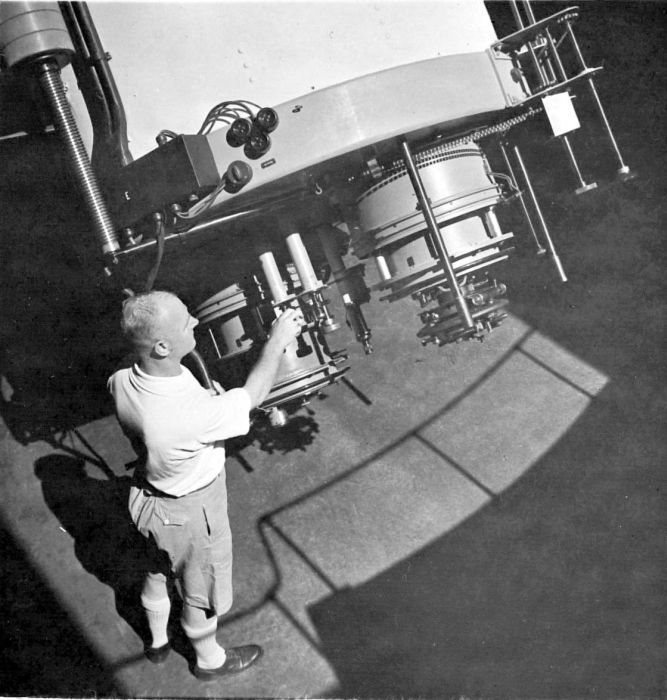
Teleskop (Bild vor 1941)
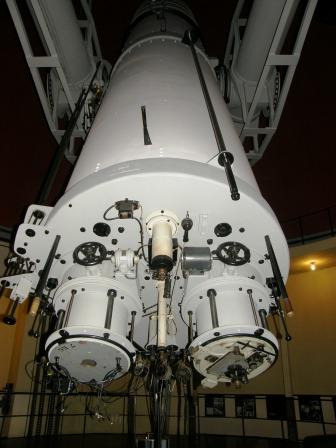
Zeiss-Doppelrefraktor von 1923 aus Jena
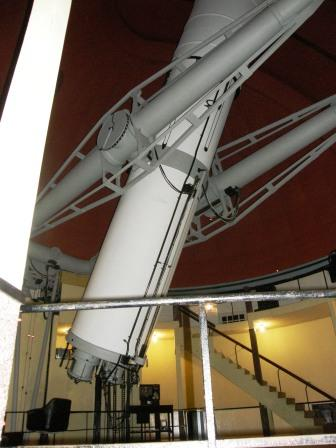
Zeiss-Doppelrefraktor

### Schmidt-Teleskop
Mit dem Schmidt-Teleskop (Spitzname: Bima Sakti) werden Galaxien, Sternspektren, Asteroiden und Supernovae untersucht. Der Hauptspiegel hat einen Durchmesser von 71 cm, die Schmidt-Platte 50 cm, die Brennweite beträgt 2,5 m.

### Bamberg-Refraktor
Dieser Refraktor mit 37 Zentimetern Durchmesser und einer Brennweite von 7 Metern, der ebenso wie der etwas kleinere Berliner Bamberg-Refraktor aus der Berliner Werkstatt von Carl Bamberg stammt, dient überwiegend der Untersuchung von scheinbaren Helligkeiten, der Entfernungsmessung von Sternen sowie der Photometrie von sich verdeckenden Sternen und der Sonnenbeobachtung. Es ist hierfür mit einem Photometer ausgestattet.

### Cassegrain GOTO
Das Cassegrain-Spiegelteleskop ist ein Geschenk der japanischen Regierung und ist mit einer computergesteuerten Ausrichtung (Goto) ausgestattet.
An das Teleskop können Spektrometer angeschlossen werden.

### Unitron-Refraktor
Mit diesem Teleskop, das einen Linsendurchmesser von 13 cm hat, werden Mondfinsternisse, Sonnenfinsternisse und Sonnenflecken beobachtet.

## Direktoren
1923–1940: Joan Voûte

1940–1942: Aernout de Sitter

1942–1946: Masashi Miyaji

1946–1949: J. Hins

1949–1958: Gale Bruno van Albada

1958–1959: O. P. Hok dan Santoso Nitisastro (temporary officer)

1959–1968: The Pik Sin

1968–1999: Bambang Hidayat

1999–2004: Moedji Raharto

2004–2006: Dhani Herdiwijaya

2006–2009: Taufiq Hidayat

ab 2009: Hakim L. Malasan